# Деревья — памятники живой природы
«Деревья — памятники живой природы» — всероссийская программа, главными целями которой являются поиск и сохранение старовозрастных деревьев, представляющих собой культурную, историческую и природную ценность для Российской Федерации и формирование Национального реестра старовозрастных деревьев России.

Логотип Всероссийской программы «Деревья — памятники живой природы»

## Основные положения
Чтобы стать признанным памятником природы, дерево должно обладать следующими признаками:
- быть старовозрастным;
- с его именем могут быть связаны реальные исторические события или предания и легенды;
- оно может иметь отношение к конкретному историческому лицу[1][2];
- дерево может произрастать в знаковом месте города, посёлка или местности, являясь его украшением.

## История
Всероссийская программа учреждена в 2010 году Советом по сохранению природного наследия нации в Совете Федерации ФС РФ по инициативе НПСА «Здоровый лес» (Москва) и при поддержке Московского государственного университета леса и Федерального агентства лесного хозяйства.
Первая заявка поступила в Программу 18 октября 2010 года. Эта дата считается Днём рождения Программы. Идея создания программы первой родилась у преподавателя МГУ леса Сергея Пальчикова.

## Этапы Программы

### I этап
Коллективом заявителей, юридическим или частным лицом подаётся заявка — через сайт Программы либо через заполнение анкеты, скачанной с сайта.
Заявке присваивается порядковый номер.
Она рассматривается сертификационной комиссией — принимается решение, может ли дерево быть внесено в Национальный реестр старовозрастных деревьев России.

### II этап
Раз в год сертификационная комиссия повторно рассматривает наиболее интересные заявки из Реестра и отбирает кандидатов на статус «Памятник живой природы» всероссийского значения.
К отобранным деревьям выезжают специалисты Центра древесных экспертиз НПСА «ЗДОРОВЫЙ ЛЕС». Они проводят полную диагностику состояния заявленного дерева, уточняют его параметры — высоту, диаметр и обхват ствола, определяют точный возраст дерева и его видовую принадлежность. По совокупным признакам, включая результаты проведённого инструментального дендрохронологического обследования, в рамках расширенного заседания сертификационной комиссии дереву присваивается статус «Памятник живой природы» всероссийского значения.
Решение сертификационной комиссии от имени Совета по сохранению природного наследия нации при Совете Федерации Федерального Собрания РФ отправляется руководству региона, где произрастает раритетное дерево, с предложением организовать торжественное мероприятие по открытию названного «Памятника живой природы». У дерева устанавливается табличка с указанием вида дерева, его описанием и точным возрастом.
Руководству местности, где произрастает раритет, вручается сертификат, подтверждающий присвоение дереву статуса памятника живой природы, а также полный отчёт о состоянии дерева с рекомендациями по уходу за ним. Региону рекомендуют территорию, на которой произрастает дерево, перевести в статус особо охраняемых природных территорий регионального значения.

## Факты о Программе
По состоянию на апрель 2017 года:
- В Программе участвуют 73 региона РФ.
- Лидерами по числу заявок являются Ленинградская область (36 заявок), Вологодская область (35 заявок) и Новгородская область (29 заявок).
- Лидером среди федеральных округов является Центральный ФО.
- Из образованного в 2014 году Крымского ФО уже подано 10 заявок.
- В Программу заявлены деревья 35 пород.
- 38 % заявок приходится на дубы, 17 % — на сосны, 11 % — на липы. Совокупная доля остальных деревьев составляет 34 %, вклад отдельных пород — от 0,2 % до 8,2 %.

Посмотреть, какие деревья заявлены от конкретного региона и деревья каких пород представлены в Программе, можно на сайте в разделе «Национальный реестр старовозрастных деревьев».

## Статус «Памятник живой природы»
По состоянию на 2017 год статус дерева-памятника имеют 153 дерева в Российской Федерации. Примеры:
- Липа мелколистная № 1, произрастающая в городе Светлогорске Калининградской области.

Является первым деревом, на которое подали заявку в Программу. Существует народное поверье: если тихо подойти к озеру, обнять липу, прижавшись к ней лицом, досчитать до семи и семь раз прошептать заветное желание, оно обязательно сбудется. Также, с этим деревом связаны имена Петра I и Наполеона.
- «Партизанский дуб» № 19, произрастающий в Брянской области.

Легендарный дуб в годы Великой Отечественной войны служил наблюдательным пунктом для народных мстителей партизанского отряда «Смерть немецким оккупантам».
- Дуб черешчатый № 75, произрастающий в городе Астрахани.

Среди астраханцев распространено мнение о том, что дуб был посажен Петром I. Результаты, полученные при обследовании дуба, поразили даже специалистов. Оно старше Петра I более чем на 100 лет. Согласно этим данным великий реформатор не мог его посадить в Астраханской области за век до своего рождения.
- «Пушкинский дуб» № 118, произрастающий на Тверском бульваре в городе Москве.

Дуб расположен в центре Москвы, в излюбленном месте для прогулок москвичей и гостей столицы. Рядом памятник Сергею Есенину, МХАТ им. Горького и театр им. Пушкина. На месте МХАТа некогда стояла усадьба, где на балу Александр Пушкин впервые встретился с Натальей Гончаровой. По легенде местных краеведов, Пушкин частенько отдыхал в тени этого дуба.
- Дуб черешчатый № 164, произрастающий в городе Дубовка Волгоградской области.
- Дуб черешчатый № 230, произрастающий в посёлке Дубовое Белгородской области.

Дерево высажено в честь воссоединения России и Украины князем Григорием Ромодановским и гетманом Богданом Хмельницким. В честь этого знаменитого дерева названо близлежащее сельское поселение — Дубовое.
- Дуб черешчатый №266, произрастающий в Летнем саду г.Санкт-Петербурга вблизи от Летнего дворца императора ПетраI. Дубовая роща из 60 привозных крупномерных дубов была посажена по его велению при строительстве Летнего сада, в настоящее время остался только один дуб того времени. Саженцы из желудей этого дуба-памятника живой природы распространяются в города России и Европы по Программе Русского музея "Всероссийская дубрава императора ПетраI" https://igardens.ru/imperial-oak-grove/ Известно, что Петр сам любил насаждать дубы и с подчиненных своих того требовал. Якоб Штелин писал:Петр "публично благодарил корабельных мастеров и морских офицеров, которые сажали в садах своих в Петербурге дубы, и, увидев то...целовал их в лоб".Как вспоминает соратник ПетраI А.К.Нартов, во время посадки "Государь, приметив, что один из стоящих тут знатных особ трудам его улыбнулся, оборотясь к нему, гневно промолвил: "Понимаю! Ты мнишь, не доживу я матерых дубов. Правда! Но ты - дурак; я оставляю пример прочим, чтобы, делая то же, потомки со временем строили из них корабли. Не для себя тружусь, пользе государства впредь".

Подробнее см.: https://www.nkj.ru/archive/articles/2917/ (Наука и жизнь, ПЕТР ВЕЛИКИЙ. ФЛОТ И ЛЕС)

## Аналоги Программы в других странах
- Проект «Поиск старовозрастных деревьев» (The Ancient Tree Hunt[13]) — это база данных о старовозрастных и особенных деревьях Великобритании, пополняемая волонтёрами;
- Проект, посвящённый старовозрастным деревьям Австралии (Veteran Tree Group Australia[14]) — база данных об уникальных деревьях зелёного континента;
- Проект «Европейское дерево года» (European tree of the year[15]) — ежегодный конкурс на самое выдающееся дерево Европы.